# Méry (Saboia)
Méry é uma comuna francesa na região administrativa de Auvérnia-Ródano-Alpes, no departamento de Saboia. Estende-se por uma área de 9,07 km². Em 2010 a comuna tinha 1 940 habitantes (densidade: 213,9 hab./km²).